# Schriften aus dem Karl-Marx-Haus
Die Schriften aus dem Karl-Marx-Haus erschienen zwischen 1969 und 2004. Sie waren eine in unregelmäßigen Abständen erscheinende Schriftenreihe des Karl-Marx-Hauses in Trier, die sich mit Karl Marx, insbesondere bis 1848 beschäftigte. Daneben wurden einige Übersichten über die Verbreitung der Marxschen Schriften in China, Russland, Italien, Spanien und den Niederlanden veröffentlicht. Die Autoren waren meist international ausgewiesene Forscher auf dem Gebiet der Marx-Engels-Forschung und Edition. Die Hefte 1 bis 37 wurden nicht über den Buchhandel vertrieben.
Unter der Leitung von Hans Pelger waren die Schriften aus dem Karl-Marx-Haus als sozialdemokratischer Beitrag zur Marx-Engels Forschung gedacht, zuerst in Abgrenzung zu den Veröffentlichungen aus der DDR. Später entwickelte sich eine Kooperation mit der Marx-Engels-Gesamtausgabe, die 1989 schließlich zur Bildung der Internationalen Marx-Engels Stiftung führte. 2004 wurde die Arbeitsstelle von Hans Pelger gestrichen und nur noch der Museumsbetrieb im Karl-Marx-Haus aufrechterhalten. Die Forschungsbibliothek und die gesammelten Originale von Marx und Engels (Fotos, Bücher, Handschriften) wurden in die Friedrich-Ebert-Stiftung ausgelagert.

## Die veröffentlichten Hefte
- Heft 1 Emile Bottigelli[1]: Die Entstehung von Marx' „Kapital“. Trier 1969, 26 S.
- Heft 2 Maximilien Rubel: Rußland und die russische Revolution im Denken von Karl Marx. Trier 1969, 36 S.
- Heft 3 Jürgen Reetz: Vier Briefe von Jenny Marx aus den Jahren 1856–1860. Trier 1970, 16 S.
- Heft 4 Walter Grab: Eroberung oder Befreiung. Deutsche Jakobiner und die Franzosenherrschaft im Rheinland 1792–1799. Trier 1971, 94 S.
- Heft 5 Marian Comyn: Meine Erinnerungen an Karl Marx. Übersetzt und annotiert von Frank T. Walker. Trier 1970, 23 S.
- Heft 6 Hans Mommsen: Nationalitätenfrage und Arbeiterbewegung. Trier 1971, 45 S.
- Heft 7 Jean Pierre Lefebre[2]: Marx und Heine. Trier 1972, 50 S.
- Heft 8 Hans-Josef Steinberg: Die Stellung der II. Internationale zu Krieg und Frieden. Trier 1972, 30 S.
- Heft 9 Zur Persönlichkeit von Marx´ Schwiegervater Johann Ludwig von Westphalen. Heinz Monz, Politische Anschauung und gesellschaftliche Stellung von Johann Ludwig von Westphalen; Konrad von Krosigk, Ludwig von Westphalen und seine Kinder. Bruchstücke familiärer Überlieferungen. Georg Eckert, Jenny Marx und die Familie Florencourt. Zufallsfunde aus Braunschweiger Archiven. Trier 1973, S. 166 S.
- Heft 10 James Strassmaier: Karl Grün und die Kommunistische Partei 1845–1848. Trier 1973, 30 S.
- Heft 11 Franz Hebenstreit 1747–1795. Mensch unter Menschen. Seine Schriften ediert, übersetzt und kommentiert nebst einer Einleitung von Franz Schuh. Trier 1974 S. L, 80 S.
- Heft 12 Georges Haupt: Die Kommune als Symbol und Beispiel. Trier 1974, 26 S.
- Heft 13 Friedrich Engels. Cola di Rienzi. Ein unbekannter dramatischer Entwurf. Bearbeitet und eingeleitet von Michael Knieriem. Hrsg. Friedrich Engels-Haus, Wuppertal und Karl-Marx-Haus-Trier. Trier 1974, XVII, 77 S.
- Heft 14 Die Familie Marx und die Trierer Judenschaft. Richard Laufner[3] Trier: Heinrich Marx und die Regulierung der Steuerschulden der trierischen Judenschaft. Albert Rauch[4]: Der Große Sanhedrin zu Paris und sein Einfluß auf die jüdische Familie Marx in Trier (mit Dokumenten-Anhang), Trier 1975, 40 S.
- Heft 15 Hans Pelger / Michael Knieriem: Friedrich Engels als Bremer Korrespondent des „Morgenblatts für gebildete Leser“ und der Augsburger „Allgemeinen Zeitung“. Zweite, erweiterte Aufl. Hrsg. vom Karl Marx-Haus, Trier und dem Friedrich-Engels-Haus, Wuppertal, Trier 1976, 64 S.
- Heft 16 Ernst Hanisch: Karl Marx und die Berichte der österreichischen Geheimpolizei. Trier 1976, 30 S.
- Heft 17 Helmut Hirsch: Karl Ludwig Bernays und die Revolutionserwartung vor 1848, dargestellt am Mordfall Praslin. Trier 1976, 54 S.
- Heft 18 Utz Haltern: Liebknecht und England. Zur Publizistik Wilhelm Liebknechts während seines Londoner Exils (1850–1862). Trier 1977, 86 S.
- Heft 19 Astrid Steinmetz: Kommunistische Experimente in den USA im 19. Jahrhundert. Verzeichnis des Bestandes im Karl-Marx-Haus Trier. Trier 1977, 38 S.
- Heft 20 Richard Laufner, Karl-Ludwig König: Bruno Bauer, Karl Marx und Trier. Ein unbekannter Brief von Bruno Bauer an Karl Marx und radikale Vormärzliteratur in der Stadtbibliothek Trier. Trier 1978, 28 S.
- Heft 21 Jacques Grandjonc, Michael Werner: Wolfgang Strähls „Briefe eines Schweizers aus Paris“ 1835. Zur Geschichte des Bundes der Geächteten in der Schweiz und zur Rezeption Heines unter deutschen Handwerkern in Paris. Trier 1978, 85 S.
- Heft 22 Bert Andréas: Marx´ Verhaftung und Ausweisung Brüssel Februar / März 1848. Trier 1978, 148 S.
- Heft 23 Jacques Grandjonc; Karl-Ludwig König und Marie-Ange Roy-Jacquemart (Hrsg.): Statuten des „Communistischen Arbeiter-Bildungs-Vereins“ London 1840–1914. Trier 1979, 81 S.
- Heft 24 Wissenschaftlicher Sozialismus und Arbeiterbewegung. Begriffsgeschichte und Dühring -Rezeption. Mit Beiträgen von Hans Pelger, Wolfgang Schieder und Dieter Dowe/ Klaus Tenfelde. Trier 1980, 63 S.
- Heft 25 Harry Schmidtgall: Friedrich Engels´ Manchester-Aufenthalt 1842–1844. Soziale Bewegungen und politische Diskussionen. Mit Auszügen aus Jakob Venedeys England-Buch (1845) und unbekannten Engels-Dokumenten, Trier 1981, 161 S.
- Heft 26 Heinrich Heine 1797–1856. Internationaler Veranstaltungszyklus zum 125. Todesjahr 1981 bei Eröffnung des Studienzentrums Karl Marx-Haus Trier. Mit Beiträgen von Klaus Briegleb, Michael Espagne, Jacques Grandjonc, Bernd Kortländer, Joseph A. Kruse, Inge Rippmann, Ursula Roth, Hans-Joachim Ruckhäberle, Wolfgang Schieder und Michael Werner. Trier 1981, 204 S.
- Heft 27 Helmut Hirsch / Hans Pelger: Ein unveröffentlichter Brief von Karl Marx an Sophie von Hatzfeldt. Zum Streit mit Karl Blind nach Ferdinand Lassalles Tod, Trier 1983, 65 S.
- Heft 28 Bert Andréas: Karl Marx / Friedrich Engels. Das Ende der klassischen deutschen Philosophie. Bibliographie. Trier 1983, 248 S.
- Heft 29 Arbeiterbewegung und Geschichte. Festschrift für Shlomo Na´aman zum 70. Geburtstag. Hrsg. von Hans-Peter Harstick, Arno Herzig, Hans Pelger. Trier 1983, 240 S.
- Heft 30 Marx on Indonesia and India. Fritjof Tichelman: Marx and Indonesia. Preliminary notes. Irnan Habib: Marx´ perceptions of India. Trier 1983, 69 S.
- Heft 31 Die Werke von Karl Marx und Friedrich Engels in China. Katalog und Auswahlbibliographie. Trier 1984, 171 S.
- Heft 32 Erik Gamby: Edgar Bauer. Junghegelianer, Publizist und Polizeiagent. Mit Bibliographie der E. Bauer-Texte und Dokumentenanhang. Trier 1985, 102 S.
- Heft 33 Unbekanntes von Friedrich Engels und Karl Marx. Teil I: 1840–1874. Hrsg. von Bert Andréas, Jacques Grandjonc, Hans Pelger. Trier 1986, 238 S.
- Heft 34 Die Herausgabe und Verbreitung der Werke von Karl Marx und Friedrich Engels in der UdSSR. Katalog und Auswahlbibliographie. Trier 1986, 120 S.
- Heft 35 Bettine von Arnim. Romantik und Sozialismus (1831–1859). Vorträge von Hartwig Schultz, Heinz Härtl und Marie-Claire Hoock-Demarle gehalten anläßlich der Ausstellung im Studienzentrum Karl-Marx-Haus, Trier, von Juni bis August 1986. Trier 1987, 65 S.
- Beiheft Jacques Grandjonc: Une vie d´exilé Bert Andréas 1914–1984. Repères chronologiques et activité scientifique. Trier 1987.
- Heft 36 Jan Hus und die Hussiten in europäischen Aspekten. Vorträge von František Šmahel, Ferdinand Seibt, Jiří Kořalka, Peter Heumos und Michael Müller gehalten anläßlich des Kolloquiums im Studienzentrum Karl-Marx-Haus Trier am 22. September 1986. Mit einer kommentierten Dokumentation von Hans Pelger im Anhang, Trier 1987, 189 S.
- Heft 37 Deutscher Idealismus und Französische Revolution. Vorträge von Manfred Buhr, Peter Burg, Jacques D´Hondt, Michael Espagne, Volker Gerhardt, Joachim Höppner, Domenico Losurdo, Hans Jörg Sandkühler, Hermann Schüttler, Waltraud Seidel-Höppner, Xavier Tilliette, gehalten bei den Kolloquien am 10. April, 31. Mai und 12. Juni 1987 im Studienzentrum Karl-Marx-Haus Trier, Trier 1988, 232 S.
- Heft 38 Edgar Bauer. Konfidentenberichte über die europäische Emigration in London 1852–1861. Hrsg. v. Erik Gamby. Texte bearbeitet von Margret Dietzen und Elisabeth Neu. Trier 1989, ISBN 3-926132-06-X, 630 S.
- Heft 39/1 Jacques Grandjonc: Communnisme, Kommunismus, Communism. Origine et développment international de la terminologie communautaire prémarxiste des utopistisches aux néo-babouvistes. 1745–1842. Trier 1989, ISBN 3-926132-09-4, 267 S.
- Heft 39/2 Jacques Grandjonc: Communnisme, Kommunismus, Communism. Origine et développment international de la terminologie communautaire prémarxiste des utopistisches aux néo-babouvistes. 1745–1842. Piéces justificates. Trier 1989, ISBN 3-926132-10-8, S. 288–555.
- Heft 40/1 Gerhard Kuck (Hrsg.): Karl Marx, Friedrich Engels und Italien. Paolo Favilli: Herausgabe und Verbreitung der Werke von Karl Marx und Friedrich Engels in Italien. Katalog und Auswahlbibliographie. Trier 1988, ISBN 3-926132-05-1, 148 S.
- Heft 40/2 Gerhard Kuck (Hrsg.): Karl Marx, Friedrich Engels und Italien Die Entwicklung des Marxismus in Italien: Weg, Verbreitung, Besonderheiten. Trier 1988, ISBN 3-926132-08-6, 147 S.
- Heft 41 Französische Revolution und Politische Ökonomie. Vorträge von Maxine Berg, Marcel Dorigny, Gilbert Faccarello, Istav Hont, Jochen Hoock, Olwen Hufton, Susanne Petersen. Trier 1989, ISBN 3-926132-07-8, 173 S.
- Heft 42 Die Herkunft des Friedrich Engels. Briefe aus der Verwandtschaft 1791–1847. Hrsg. von Michael Knieriem. Texte bearbeitet von Margret Dietzen, Michael Knieriem, Elisabeth Neu. Trier 1991, ISBN 3-926132-12-4, 832 S. (zugleich Nachrichten aus dem Friedrich-Engels-Haus Heft 6, 7 und 8).
- Heft 43 Studien zu Marx´ erstem Paris-Aufenthalt und zur Entstehung der Deutschen Ideologie. Beiträge von Marion Barzen, Helmut Elsner, Jacques Grandjonc, Elke Rölling, Inge Taubert sowie Bert Andréas (+), Jacques Grandjonc und Hans Pelger. Trier 1990, ISBN 3-926132-16-7, 261 S.
- Heft 44 Association Démocratique, ayant pour but l´union et la fraternité de tous les peuples. Eine frühe internationale demokratische Vereinigung in Brüssel 1847–1848. Hrsg. von Bert Andréas, Jacques Gandjonc und Hans Pelger. Bearb. von Helmut Elsner und Elisabeth Neu. Trier 2004, ISBN 3-86077-847-1, 765 S.
- Heft 45 Die Rezeption der Marxschen Theorie in den Niederlanden. Hrsg. von Marcel van der Linden. Beiträge von Bert Altena, Manfred Bock, Henny Buiting, Jan Gielkens, Ger Harmsen, Frank Kalshoven, Marcel van der Linden, Piet Lourens, Jan Lucassen, Gottfried Mergner, Homme Wedman. Trier 1992, ISBN 3-86077-204-X, 504 S.
- Heft 46 Verbreitung und Rezeption der Werke von Marx und Engels in Spanien. Hrsg. von Pedro Ribas. Beiträge von Walther L. Bernecker, Marta Bizcarrondo, Santiago Castillo, Antonio Elorza, Montserrat Galcerán Huguet, Emili Gasch, Aurelio Martin Nájera, Michel Ralle, Pedro Ribas, Francec Roca, Trier 1994, ISBN 3-86077-204-X, 529 S.
- Heft 47 Beiträge zur Nachmärz-Forschung. Christian Gottfried Nees von Esenbeck, Carl Georg Allhusen. Dokumentation zur Bibliothek von Wilhelm Wolff. Beiträge von Günther Höpfner, Waltraud Seidel-Höppner, Boris Rudjak / Maja Dvorkina, Trier 1994, ISBN 3-86077-545-6, 259 S.
- Heft 48 Fragmente zu internationalen demokratischen Aktivitäten um 1848 (M. Bakunin, F. Engels, F. Mellinet u. a.). Hrsg. und bearb. von Helmut Elsner, Jacques Grandjonc, Elisabeth Neu und Hans Pelger. Trier 2000, ISBN 3-86077-545-6, 444 S.
- Heft 49 Das Kommunistische Manifest (Manifest der Kommunistischen Partei) von Karl Marx und Friedrich Engels. Von der Erstausgabe zur Leseausgabe. Mit einem Editionsbericht von Thomas Kuczynski. Trier 1995, ISBN 3-86077-207-4.
- Heft 50 Jan Gielkens: Karl Marx und seine niederländischen Verwandten. Eine kommentierte Quellenedition. Trier 1999 [vielmehr April 2000] 442 S. ISBN 3-86077-845-5
- Heft 51 Götz Langkau / Hans Pelger: Studien zur Rheinischen Zeitung und zu ihrer Forderung nach Handelsfreiheit und Grundrechten im Deutschen Bund. Mit einem Brief von Karl Marx an Hermann Müller-Strübing (1843). Trier 2003, ISBN 3-86077-848-X, 402 S.

## Angekündigte (nicht erschienene) Hefte
- Heft 39/3 Jacques Grandjonc: Communnisme, Kommunismus, Communism. Origine et développment international de la terminologie communautaire prémarxiste des utopistisches aux néo-babouvistes. 1745–1842. Lexique – Wörterbuch und Registerteil[5]
- Unbekanntes von Friedrich Engels und Karl Marx. Teil II: 1875–1895. Hrsg. v. Bert Andréas, Jacques Grandjonc, Hans Pelger[6]
- Le Congrés des Economistes á Bruxelles, 16-18 septembre 1847. Hrsg. v. Bert Andréas, Jacques Grandjonc, Hans Pelger, bearb. von Marion Barzen[7]
- Anfänge des demokratischen Internationalismus 1840–1848. Initiativen und Organisationen im Umkreis der deutschen Emigration. Hrsg. von Bert Andréas, Jacques Grandjonc, Hans Pelger[8]
- Karl Marx und Pierre-Joseph Proudhon, oder das Scheitern der angestrebten Allianz deutscher und französischer Sozialisten 1840–1854. Hrsg. von Bert Andreas, Jacques Grandjonc, Hans Pelger[9]